# Grimaldi
Grimaldi é uma comuna italiana da região da Calábria, província de Cosenza, com cerca de 1.867 habitantes. Estende-se por uma área de 24 km², tendo uma densidade populacional de 78 hab/km². Faz fronteira com Aiello Calabro, Altilia, Domanico, Lago, Malito, Martirano (CZ).

## Demografia
| Variação demográfica do município entre 1861 e 2011                               |
|                                                                                   |
| Fonte: Istituto Nazionale di Statistica (ISTAT) - Elaboração gráfica da Wikipedia |